# Gieorgij Gause
Gieorgij Francewicz Gause (Gauze), ros., Гео́ргий Фра́нцевич Га́узе (ur. 14 grudnia?/27 grudnia 1910 w Moskwie, zm. 4 maja 1986 tamże) – rosyjski biolog, mikrobiolog, którego imię nadano podstawowej dla ekologii zasadzie wypierania (zasada Gausego/hipoteza Gausego), mówiącej o eliminowaniu z biocenozy gatunków mniej przystosowanych przez lepiej przystosowane, zajmujące tę samą niszę ekologiczną (w wyniku konkurencji); badacz antybiotyków (m.in. odkrywca Gramicydyny S).

## Życiorys
Gieorgij Gause urodził się w grudniu 1910 roku w Moskwie. Jego ojciec – Franc Gustawowicz Gause, urodzony i wychowany na Litwie – był architektem, profesorem i dziekanem w Moskiewskim Instytucie Architektury (ros. Московский Архитектурный Институт, МАрхИ – akademia państwowa). Matka była baleriną w moskiewskim Teatrze Wielkim. Ich syn już w dzieciństwie interesował się zoologią bezkręgowców. W wieku 17 lat opublikował – w niemieckim specjalistycznym czasopiśmie – pierwszą pracę naukową; jego nauczycielem i pierwszym opiekunem naukowym był Władimir Ałpatow, którego poznał mając 15 lat.
W roku 1927 rozpoczął studia biologiczne na Wydziale Fizyczno-Matematycznym Uniwersytetu Moskiewskiego. Stopień magistra otrzymał w roku 1931, po czym został zatrudniony w tej uczelni. W latach 1940–1942 zajmował stanowisko profesora.
Od roku 1942 prowadził poszukiwania nowych antybiotyków w naukowo-badawczym laboratorium instytutu parazytologii medycznej i chorób tropikalnych Ministerstwa Zdrowia ZSRR, specjalizującym się w poszukiwaniu antybiotyków, przekształconym w roku 1948 w laboratorium antybiotyków Akademii Nauk Medycznych ZSRR, a w roku 1960 w instytut poszukiwań nowych antybiotyków. Był jego dyrektorem w latach 1960–1986 (do roku śmierci).
W roku 1972 otrzymał tytuł naukowy akademik ANM ZSRR. Był ponadto:
- w latach 1970–1974 – ekspertem WHO w Genewie,
- od roku 1959 – członkiem prezydium Międzynarodowego Towarzystwa Chemioterapii[8] (od 1962 – przewodniczącym),
- od roku 1967 – członkiem Polskiej Akademii Nauk.

Pochowany na Cmentarzu Kuncewskim.

## Tematyka badań

### Ekologia iThe Struggle for Existence(ros.Борьба за существование)
W pierwszym okresie pracy naukowej Gieorgij Gause zajmował się przede wszystkim problemami dynamiki wzrostu liczebności populacji, w tym zależnościami międzygatunkowymi. Jego pierwsza opublikowana praca (1927) dotyczyła zagadnień biometrii szarańczy azjatyckiej. W następnych latach interesował się pracami amerykańskich genetyków i ewolucjonistów oraz demografią. W roku 1930 opublikował w czasopiśmie Dokłady AN SSSR pracę na temat logistycznego charakteru krzywej wzrostu liczebności populacji Leningradu i europejskiej części ZSRR (Логистическая кривая роста населения Ленинграда и европейской части СССР).
W kolejnych latach prowadził laboratoryjne badania procesów międzygatunkowej konkurencji. We wstępie do pracy The Struggle for Existence, wydanej w Stanach Zjednoczonych w roku 1934, Raymond Pearl uznał tę pracę za przełomową, wskazując że G. Gause dostarczył pierwszego eksperymentalnego potwierdzenia słuszności hipotezy Karola Darwina (1859) o roli „walki o byt” (zob. dobór naturalny) w procesie ewolucji. Podstawowa dla ekologii zasada konkurencyjnego wypierania z niszy ekologicznej gatunku gorzej przystosowanego przez lepiej przystosowany została nazwana zasadą Gausego (to popularne znaczenie pojęcia „zasada Gausego” jest kwestionowane przez Ch.J. Krebsa, zob. uwaga).
Wyniki prac Gausego rzuciły nowe światło na zagadnienia rozpatrywane przez Karla Pearsona, Alfreda Lotkę, Vito Volterrę i innych.

### Środki dezynfekcyjne i nowe antybiotyki

Gramicydyna S

W czasie II wojny światowej zajął się badaniami związanymi z obronnością kraju. Doprowadził do współpracy Uniwersytetu Moskiewskiego z instytutem ministerstwa zdrowia (ros. Дезинфекционный институт Минздрава СССР), zajmującym się zagadnieniami ochrony bakteriologicznej (zob. m.in. dezynfekcja, broń biologiczna). W ramach współpracy techniki badań mikrobiologicznych, opracowane wcześniej przez Gausego, zostały zmodyfikowane i wykorzystane w czasie określania aktywności związków dezynfekujących.
W następnych latach G.F. Gause prowadził badania dotyczące antybiotyków – mechanizmów ich działania (na poziomie molekularnym) i metod otrzymywania. Najczęściej wymienianym osiągnięciem w tej dziedzinie jest odkrycie (wraz z żoną, Mariją Gieorgijewną Brażnikową) Gramicydyny S. Podejmował próby wyjaśnienia problemu dyssymetrii protoplazmy (zob. mieszanina racemiczna).

## Publikacje (wybór)
- 1930 – Studies on the Ecology of the Orthoptera[16],
- 1934 – The Struggle for Existence (Борьба за существование)[17],
- Wybór według books.google.pl (1940–1987)[18]:

– 1940 – Асимметрия протоплазмы,
– 1946 – Лекарственные вещества микробов,
– 1948 – Проблема антибиотиков в советской медитсине,
– 1952 – Антибиотики и их лечебное применение,
– 1953 – Лекции по антибиотикам,
– 1961 – Пути изыскания новых антибиотиков,
– 1965 – Ристомицин и его применение в клинике,
– 1971 – Противоопухолевые антибиотики оливомицин, брунеомицин, рубомицин и их приминение в клинике,
– 1983 – Определитель актиномицетов: роды Стрептомикес, Стрептовертикиллиум, Чайня,
– 1987 – Противоопухолевые антибиотики.

## Wyróżnienia i upamiętnienie
Za badania dotyczące Gramicydyny S, opracowanie technologii jej otrzymywania i jej wdrożenie do produkcji przemysłowej został w roku 1946, wspólnie z żoną, Mariją Gieorgijewną Brażnikową, uhonorowany Nagrodą Stalinowską. W roku 1971
otrzymał tytuł akademika Akademii Nauk Medycznych ZSRR.
Jego imieniem nazwano moskiewski instytut, wyspecjalizowany w poszukiwaniach nowych antybiotyków – Научно-исследовательский институт по изысканию новых антибиотиков им. Г. Ф. Гаузе; w roku 2012 ukazała się książka o patronie instytutu, Георгий Францевич Гаузе (1910-1986) (autor: Галл Я.М.). Jego imię nosi też podstawowa w dziedzinie ekologii zasada konkurencyjnego wypierania lub „hipoteza Gausego” (zob. uwaga).